# Velika Plana

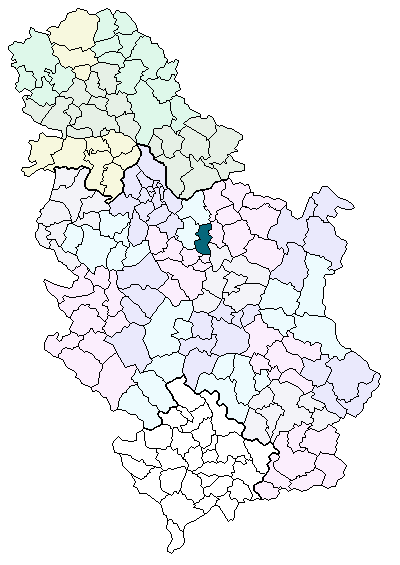
Velika Plana i Serbien

Velika Plana (kyrilliska:  Велика Плана) är en stad i Serbien med 16 000 invånare (kommunen har 44 000).

## Sevärdheter
I utkanten av staden finns tre viktiga kyrkliga kulturminnen: Koporins kloster från tidigt 1400-tal, där despot Stefan Lazarević, som var son till prins Lazar, berömd från slaget vid Kosovo Polje, är begravd. Pokajnica kloster från de tidiga 1800-talet, byggt som ett tecken på ånger (serbiska: pokajanje) av den person som mördade Karađorđe Petrović, som var ledare för det första serbiska upproret och grundare av Karađorđević kungahus i Serbien (och senare Jugoslavien). Det tredje kulturminnet är liten kyrka som byggdes av kung Alexander I av Jugoslavien på den exakta platsen där hans förfader blev mördad.

## Senaste händelser
År 2000 höll Serbiens demokratisk parti sin årliga konferens på Pokajnicas hotells konferenscenter i Velika Plana, där programmet för att avsätta Slobodan Milošević först proklamerades officiellt. Samma år avgick Milošević från presidentposten.